# Han Xuandi
Han Xuandi född Liu Bingyi (劉病已), senare döpt till Liu Xun (劉詢), född 91 f.Kr, död 49 januari f.Kr, var en kinesisk kejsare av Handynastin från 74 till 49 f.Kr.